# Ecbolium madagascariense
Ecbolium madagascariense är en akantusväxtart som beskrevs av K. Vollesen. Ecbolium madagascariense ingår i släktet Ecbolium och familjen akantusväxter. Inga underarter finns listade i Catalogue of Life.